# Euagathis decorsei
Euagathis decorsei är en stekelart som beskrevs av Granger 1949. Euagathis decorsei ingår i släktet Euagathis och familjen bracksteklar. Inga underarter finns listade i Catalogue of Life.